# George William Gray
Pour les articles homonymes, voir George Grey (homonymie) et Gray.
George William Gray ou George Gray (Denny (Écosse), 4 septembre 1926 - 12 mai 2013) est un professeur de chimie organique employé à l'université de Hull.

## Biographie
Né en Écosse, Gray étudie à l'université de Glasgow et l'université de Londres. Il est professeur à l'université de Hull de 1946 à 1990, où il reste professeur émérite. Gray reçoit en 1995 le prix de Kyoto et en 1987 la médaille Leverhulme. Il est membre de la Royal Society et commandeur de l'ordre de l'Empire britannique.
Il travaille dans le domaine des cristaux liquides. Il joue un rôle déterminant dans le développement des matériaux ayant permis la création d'écrans à cristaux liquides,.